# Gevlekt biggenkruid
Het gevlekt biggenkruid (Hypochaeris maculata) is een kruidachtige, overblijvende plant uit de composietenfamilie.
De soort komt voor in de Belgische Ardennen. In Nederland is de plant uitgestorven. De bladeren waarop roodachtige middennerven zich aftekenen en vaak gekenmerkt zijn door zeer eigenaardige bruine vlekken, vormen op de grond een heldergroene rozet. Op ongeveer 30 à 40 cm. hoogte dragen de stengels één of meer citroengele bloemkopjes. Deze hebben een doorsnede van 4 tot 5 cm. Het gevlekt biggenkruid is een bedreigde plant.

## Externe link

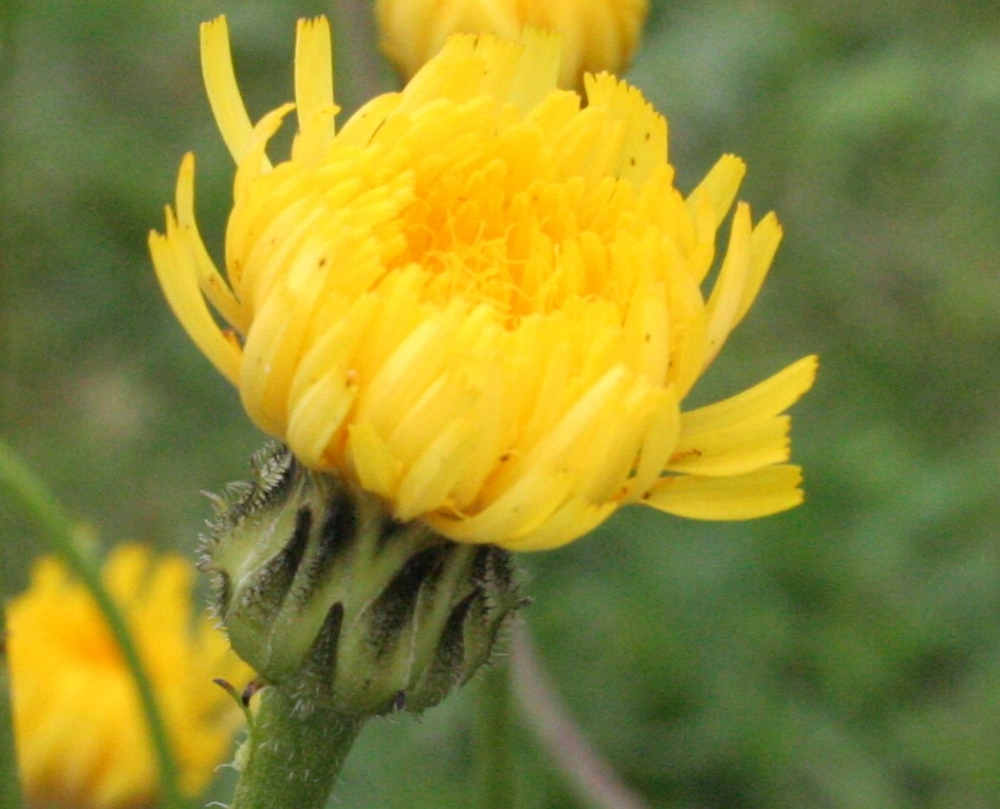